# Renato Berninzone
Renato Enrico Mario Raffaele Berninzone (* 31. Mai 1903 in Genua; † 13. Januar 1975 ebenda) war ein italienischer Ruderer.

## Werdegang
Renato Berninzone nahm an den Olympischen Sommerspielen 1924 in Paris teil. Zusammen mit Jean Cipollina, Marcello Casanova, Gastone Cerato und Massimo Ballestrero belegte er den vierten Platz in der Vierer mit Steuermann-Regatta.